# جين تشي
جين تشي (بالإنجليزية: Jane Chi) هي لاعب كرة مضرب أمريكية، ولدت في 21 يونيو 1974 في إل باسو في الولايات المتحدة.

## وصلات خارجية
- جين تشي على موقع رابطة محترفات التنس (الإنجليزية)
- جين تشي على موقع الاتحاد الدولي لكرة المضرب (الإنجليزية)
- جين تشي على موقع كأس بيلي جين كينغ (الإنجليزية)
- جين تشي على موقع خلاصة التنس.كوم (الإنجليزية)